# 黒田勇樹
黒田 勇樹（くろだ ゆうき、1982年4月23日 - ）は、日本の俳優。東京都世田谷区出身。

## 人物
元キューブ所属。2010年にフリーランスとなってからは、ハイパーメディアフリーターの肩書きでインターネット上で活動の幅を広げている。2015年末に映画監督としてゆうばり国際ファンタスティック映画祭2016への正式出展が決定。元妻は 中村瑠衣、珠居ちづる（地下アイドルグループ・"Nyan7"に所属）。1児の父。

## 略歴
ロックバンドHOUND DOGの初代ギター・高橋良秀と芸能人のマネージャーをしていた母親との間に生まれ、
0歳から赤ちゃんモデルとしてデビューしたのを皮切りに、CMや雑誌などで活動する。1988年にNHK大河ドラマ『武田信玄』で信玄の孫・武田信勝役で、俳優活動を始める。1990年に帝国劇場のミュージカル『オリバー!』で2792倍のオーディションを経て8歳で主役のオリバーに抜擢され、帝国劇場最年少で主役となる。
1994年、ドラマ『人間・失格〜たとえばぼくが死んだら』にいじめの主犯格の同級生・武藤和彦役として出演し、最高視聴率28.9%を記録する。
1998年、山田洋次監督の『学校III』に小島富美男役として出演し、第72回キネマ旬報ベスト・テン新人男優賞、第8回日本映画批評家大賞新人賞、第22回日本アカデミー賞新人俳優賞、全国映連賞男優賞を受賞する。
2004年、映画『劇場版 仮面ライダー剣 MISSING ACE』で志村純一 / 仮面ライダーグレイブを演じる。のちに同作の原作であるテレビドラマ『仮面ライダー剣』の終盤に出演する。2009年にテレビドラマ『仮面ライダーディケイド』へ出演し、先述の映画『仮面ライダー剣』の志村純一同様、仮面ライダーグレイブに変身する「海東純一」を演じた。
2010年5月に俳優業を引退し、“ハイパーメディアフリーター”としてメールマガジン配信やネット配信番組で活躍しつつ、食肉加工工場でアルバイトした。Twitterを頻繁に更新してファンと交流を続けている。2012年1月に黒田がTwitter上にて拡散させた「メールマガジンの読者を増やすために流行のステルスマーケティングに挑戦している」という趣旨の冗談とその顛末がTogetterにまとめられて反響を呼び、翌月に行われた「つぶやきメディアサミット2012」でツイートエンターテインメント部門賞、および年間大賞であるゴールデントゥギャり大賞を受賞した。
2012年8月1日、中村瑠衣と7月10日に結婚したこと、日本初の映画に特化したクラウドファンディングサービス 『FiRoom』を利用し特撮映画「メンタルヒーローJ1」（仮）で監督デビューすること、を発表した。
2012年8月30日に中村瑠衣がDVの被害に遭っていることをTwitterで公表し2013年1月12日に警視庁へ被害届を出すと、黒田も妻からDVを受けていたと反論し、2013年5月27日に離婚を公表した。
ワークショップなどで演技指導と映像制作を経て、2014年1月に演出家IKKANから誘いを受けて舞台へ復帰した。劇場主宰の演劇賞を受賞し、映画監督飯田譲治の初舞台化作品へ出演するなど2年間で20本以上の舞台作品に出演する。
『仮面ライダー剣』で共演した椿隆之、杉浦タカオ、ウチクリ内倉、斎藤このむなど同年代の役者たちと演劇ユニットのサーティワンアイスクリーマーズを結成して活動する。
2016年2月のゆうばり国際ファンタスティック映画祭に監督作品を出展する。
2017年8月に株式会社ベンヌと業務提携とする。
2020年7月に女優の珠居ちづると再婚して第1子となる男児が誕生していることが2021年4月24日に報じられ、5月6日にブログで報告した。2024年7月30日、離婚を報告した。

## 出演

### テレビドラマ
- 武田信玄（1988年、NHK大河ドラマ） - 武田信勝 役　デビュー作
- 季節はずれの海岸物語 砂浜のDESTINY（1989年1月3日、フジテレビ） - たけし 役
- 高速戦隊ターボレンジャー（1989年4月1日、テレビ朝日） - ヒロシ 役（ゲスト出演、第6話）
- 刑事貴族（1990年11月9日、日本テレビ） - ゲスト出演（第20話）
- まさか、私が（1991年、東海テレビ）
- ワリと普通の家族（1992年、テレビ朝日）
- 花の乱（1994年、NHK） -  伊吹三郎信綱（子役）
- 人間・失格〜たとえばぼくが死んだら（1994年、TBS） - 武藤和彦 役
- 名探偵 明智小五郎シリーズ（フジテレビ） - 小林芳雄 役
  - (1) 地獄の道化師 恐怖の裸女連続殺人!!愛欲の事件の陰に意外な真実が…あの名推理が今夜よみがえる!!（1994年12月9日）
  - (2) 吸血カマキリ（1995年）
  - (3) 暗黒星 天の怒りか地の悲しみか、21年ぶりの日食の日に起きた連続殺人（1996年1月19日）
- セカンド・チャンス（1995年、TBS） - 藤井律 役
  - 帰ってきたセカンド・チャンス（1996年12月20日）‐野田律役
- 木曜の怪談「MMR 〜未確認飛行物体〜」（1996年、フジテレビ）
- ドラマ新銀河「元気をあげる〜救命救急医物語」（1996年、NHK） - 誠 役
- ひとつ屋根の下2（1997年、フジテレビ） - 早川真澄 役
- 姫はセーラー服がお好き（1997年、日本テレビ） - 沢田久志 役
- 新選組血風録「妖艶、前髪の惣三郎・美少年の誘惑!!」（1998年、テレビ朝日）
- サイコメトラーEIJI（1999年12月4日、日本テレビ） - 三浦良和 役（第2シリーズ、第8話）
- 刑事（2000年12月8日、日本テレビ） - 八神光司 役
- 京都地検の女（2003年、テレビ朝日） - 佐久間秋好 役（第8話）
- 土曜ワイド劇場（テレビ朝日）
  - 「西村京太郎トラベルミステリー オリエント急行殺人事件」（2003年1月4日） - ゲスト出演（第38作）
  - 「仮釈放の女」（2005年10月22日） - 篠原和夫 役
- はぐれ刑事純情派 第16シリーズ最終回スペシャル （2003年9月17日、テレビ朝日） -広瀬智哉 役
- 銭形平次（2005年7月4日、テレビ朝日） - 町人 役
- 仮面ライダーシリーズ
  - 仮面ライダー剣（2004-2005年、テレビ朝日） - 志村純一 役（第28 - 31話、後述の劇場版と連動した全4回の1分間ドラマにのみ出演）、警官 役（第48話）
  - 仮面ライダーディケイド（2009年、テレビ朝日） - 海東純一 役（第22 - 23話）
- 怨み屋本舗（2006年、テレビ東京） - 漆原正太郎 役（第5、11話）
- 受験の神様（2007年7月 - 9月、日本テレビ） - 山本真一 役
- 黒い太陽'07スペシャル（2007年9月21日、テレビ朝日） - 青山慶一 役
- ホレゆけ!スタア☆大作戦 〜まりもみ危機一髪!〜（2007年、cube・ポニーキャニオン） - 黒田勇樹 役
- ULTRASEVEN X（2007年、中部日本放送） - アガタ・キョウスケ 役
- 水戸黄門 第38部 第22話「俺の姉に手を出すな -小田原-」（2008年、TBS） - 良太郎 役
- その男、副署長〜京都河原町署事件ファイル〜（2008年、テレビ朝日）
- ロボやん（2012年、千葉テレビ） - 黒田ニーサン 役
- 妖ばなし（TOKYO MX） 
  - 第32話「豆腐小僧」（2018年9月8日） - 会社員 役
  - 第36話「封」（2018年10月6日） - 夫 役
  - 第54話「はらだし」（2020年9月5日） - 男、女、DJ、僧侶ほか

### WEBドラマ
- 伝染るんです。（2009年、BeeTV） - トオル 役

### 映画
- ユーリ（1996年） - TVの中の少年 役
- 学校III（1998年、山田洋次） - 小島富美男（トミー） 役
- さくや妖怪伝（2000年、原口智生） - 久世大和守重之 役
- MASK DE 41 マスク・ド・フォーワン（2001年）
- 劇場版 仮面ライダー剣 MISSING ACE（2004年、石田秀範） - 志村純一 役
- ストーンエイジ（2005年） - 主演 古賀誠也 役
- 出口のない海（2006年、佐々部清） - 小畑聡 役
- 放課後ミッドナイターズ（2012年、竹清仁） - ソニー 役[18]
- オカルト地蔵（2023年）[19]

### 舞台
- オリバー!（帝国劇場、1990年）
- スタンド・バイ・ミー（サンシャイン劇場、1994年）
- ナースエンジェルりりかSOS（銀座博品館劇場、1995年） - 宇崎星夜 役
- ROCK TO THE FUTURE（Panasonic D・LIVE／1996年・1997年／赤坂BLITZ） - テツヤ 役
- リボンの騎士（セゾン劇場、1998年）
- ビューティフル・ゲーム（青山劇場、2006年）
- ソフィストリー 〜詭弁〜（2006年） - エクス 役
- トーチソングトリロジー（2006年）
- ツラヌキ怪賊団「みんなのうた」（2014年）
- カプセル兵団「男ばかりの会話劇第3弾！『アベンジャーズ Ver2014』カプセル兵団EX公演」（ワーサルシアター八幡山劇場／STAGE+PLUS、2014年）
- カプセル兵団「月光条例〜カグヤ編〜」原作：藤田和日郎（笹塚ファクトリー、2015年）
- 飯田譲治初舞台作品『戯曲Operation』(2015年)(作・監修飯田譲治、演出久米伸明、プロデューサー中野敦之、出演鳳恵弥、梅宮万紗子、山田太一、関口アナム、長島慎治、伊藤孝太郎、渡部将之)

### CM
- FM TOWNS「FreshTV」（1994年）
- ポッカ「ブルックボンド紅茶」（1995年）
- スクウェア（現：スクウェア・エニックス）
  - 「サガ フロンティア」 （1997年） - クーン編ナレーション
  - 「サガ フロンティア2」（1999年）
- コカ・コーラ「紅茶花伝」（2008年）
- TERA（2014年）

### ラジオ
- DTヴァンパイア（1996年〜1997年、ニッポン放送）
- ArtHeartClub （2015年〜、葛飾エフエム放送） - パーソナリティー

### バラエティ
- ワリと普通の家族
- いただき!公募生活
- ナカイの窓 - 元子役 P
- あっぱれさんま大先生

### ライブイベント
- トークライブ 『僕と黒田と勇樹と俺と、』 （2011年1月14日）
- カレーライブ 黒田勇樹 presents 『僕と黒田と勇樹と俺と、部屋とYシャツとカレー。』 （2011年3月26日）
- インターネットライブ『めざますテレビ』 （2011年7月7日）
- 黒田勇樹の離婚報告会〜何となく横浜で〜（2013年6月15日） YOKOHAMA Three S）

## 作品

### 出版物
- 写真集『星をめぐる少年』（1993年、安珠）
- 写真集『眠らない夢 RUN』（1996年、新潮社）
- ガピタンの森（2000年8月、自由国民社）ISBN 4-426-88304-0 - 絵本。文章を担当。絵は夢ら丘実果。
- 非俳優生活 100days（2012年3月17日、青土社）ISBN 978-4-7917-6642-0

### テレビドラマ（作品）
- 妖ばなし（TOKYO MX）
  - 第32話「豆腐小僧」（2018年9月8日） - 監督、脚本、オフライン編集
  - 第41話「倩兮女（けらけらおんな）」（2019年8月10日） - 監督、脚本、オフライン編集
  - 第54話「はらだし」（2020年9月5日） - 監督、脚本、キャラクターデザイン、作画監督、原画、動画、背景、背景、色彩設計、録音、オフライン編集
  - 第63話「虚舟」（2021年9月11日） - 監督、脚本、キャラクターデザイン、作画監督、原画、動画、背景、背景、色彩設計、操演、録音、オフライン編集
  - 第76話「鎌鼬（かまいたち）」（2022年8月13日） - 監督、脚本、オフライン編集
  - 第81話「いそがし」（2022年9月24日） - 監督、脚本、操演、オフライン編集* 妖ばなし（TOKYO MX）

### 自主制作アニメ
- ウルフくんとうさぎさん

### 舞台
2014年
- 八幡山ほしがりシスターズ「アメイジング桃太郎2 3D」脚本・演出・出演
- サーティワンアイスクリーマーズ「 LEYTE! ～祖父のレイテ戦記～」脚本・出演
- 八幡山ほしがりシスターズ「北斗の国のメロス」脚本・演出・出演

2015年
- 八幡山ほしがりシスターズ「ピコターパン～ミュージカル風ななにか～」脚本・演出・出演
- 八幡山ほしがりシスターズ「メロターパン2 3D」脚本・演出・出演

2016年
- 八幡山ほしがりシスターズ保育所公演「カレーができるまで」脚本・演出・出演
- 八幡山ほしがりシスターズ「馬鹿ずきんちゃん」脚本・演出・出演
- 八幡山ほしがりシスターズ「ギャグマシーン3号」脚本・演出・出演

2017年
- 「舞台版 黒田勇樹殺人事件」脚本・演出・出演
- 一人芝居ミュージカル短編集vol.3「悪妻の弁明」脚本
- 八幡山ほしがりシスターズ「進撃の白雪姫と四十七人乗っても大丈夫な蔵」脚本・演出・出演

2018年
- ゴーゴー！シアターゴーワー「ドロシー」脚本・演出・出演
- 朗読劇「海より深いマリッジブルー」脚本・演出・出演
- 八幡山ほしがりシスターズ「最後（せご）ドーン」脚本・演出・出演
- 三栄町LIVE×黒田勇樹プロデュース「この暗闇を超えて温泉に行こう」脚本・演出
- 三栄町LIVE×黒田勇樹プロデュース」vol.2 「スーパー名探偵のファイル事件簿」脚本・演出

2019年
- 劇団モンキーチョップ×LEVELSコラボ公演 第3弾「塚子 THE FINAL」コント脚本一部提供
- 三栄町LIVE×黒田勇樹プロデュースvol.3「リライト」脚本・演出
- 三栄町LIVE×黒田勇樹プロデュースvol.4「偽野球虚甲子園」脚本・演出
- 三栄町LIVE特別公演 黒田勇樹プロデュース 『リトルスーサイド』脚本・演出
- 三栄町LIVE‹非›プロデュース令和反戦楽団旗揚げ公演「スタン・反戦」脚本・演出
- 三栄町LIVEpresents 四谷一武道会、「坪川内科メンタルクリニック」脚本・演出

2020年
- 令和反戦楽団「おとぎヴェなし」脚本・演出・出演
- 三栄町LIVE×黒田勇樹プロデュースvol.8「世界は、猫と花と鳥と、蛇のもの」脚本・演出
- 三栄町LIVE×黒田勇樹プロデュースvol.9『首領(ドン)ちゃん騒ぎ』脚本・演出
- 三栄町LIVE×黒田勇樹プロデュースvol.10 「ウィルス・ブルース」脚本・演出

2021年
- 舞台「白豚貴族ですが前世の記憶が生えたのでひよこな弟育てます」演出
- 舞台「ラフ・レターズ」脚本・演出
- 三栄町LIVE×黒田勇樹プロデュースvol.11 「スーパー名探偵のファイナル事件簿2021」脚本・演出

2022年
- 三栄町LIVE×黒田勇樹プロデュースvol.12 『黒田薔薇少女地獄』脚本・演出

2023年
- 三栄町LIVE×黒田勇樹プロデュースvol.13 『シン・デレラ』脚本・演出

### 映画
2014年
- 映画「黒田勇樹殺人事件/ロング・ロング・ロング・ホリデイ」監督・脚本

2015年
- 映画「恐怖！セミ男」監督・脚本(ゆうばり国際ファンタスティック映画祭2016出展)

2018年
- 短編映画「●REC」監督脚本(第一回国際るさんちまん映画祭出展　監督賞・俳優賞金賞受賞)